# Jugend-Weltmeisterschaften im Boxen
Die Jugend-Weltmeisterschaften im Boxen (englisch: Youth World Boxing Championships) gibt es seit 2008. Sie werden von der AIBA organisiert und alle zwei Jahre ausgetragen. 2020 wurden sie coronabedingt auf 2021 verschoben. Teilnahmeberechtigt sind männliche Boxer im Alter zwischen 17 und 19 Jahren.
Die Jugend-Weltmeisterschaften ersetzen die alten Junioren-Weltmeisterschaften die von 1979 bis 2006 fast regelmäßig im Zweijahresrhythmus ausgetragen wurden (die neuen Junioren-Weltmeisterschaften ersetzen wiederum die Kadetten-Weltmeisterschaften).

## Jugend-Weltmeisterschaften
| Vorgänger → Junioren-Weltmeisterschaften | Vorgänger → Junioren-Weltmeisterschaften | Vorgänger → Junioren-Weltmeisterschaften | Vorgänger → Junioren-Weltmeisterschaften | Vorgänger → Junioren-Weltmeisterschaften |
| Nr.                                      | Jahr                                     | Ort                                      | Land                                     | Artikel                                  |
| ---------------------------------------- | ---------------------------------------- | ---------------------------------------- | ---------------------------------------- | ---------------------------------------- |
| 1                                        | 2008                                     | Guadalajara                              | Mexiko                                   | Details                                  |
| 2                                        | 2010                                     | Baku                                     | Aserbaidschan                            | Details                                  |
| 3                                        | 2012                                     | Jerewan                                  | Armenien                                 | Details                                  |
| 4                                        | 2014                                     | Sofia                                    | Bulgarien                                | Details                                  |
| 5                                        | 2016                                     | Sankt Petersburg                         | Russland                                 | Details                                  |
| 6                                        | 2018                                     | Budapest                                 | Ungarn                                   | Details                                  |
| 7                                        | 2021                                     | Kielce                                   | Polen                                    | Details                                  |
| 8                                        | 2022                                     | La Nucia                                 | Spanien                                  | Details                                  |